# Prueba de legibilidad de Flesch-Kincaid
La prueba de legibilidad de Flesch-Kincaid o prueba nivel de facilidad de lectura de Flesch es una prueba que busca conocer la facilidad de comprensión de un documento en inglés.
Fue creada por Rudolph Flesch en 1956, y mejorada por J. Peter Kincaid en 1975, por encargo de la Marina de los Estados Unidos.
La prueba otorga al texto un valor dentro de una escala de puntos. Cuanto más elevado sea el resultado, más fácil será comprender el documento. 
Para la mayoría de los documentos estándar, el objetivo es un resultado comprendido entre 60 y 70 aproximadamente. 

## Fórmula para el idioma inglés original
{\displaystyle 206,835-1,015\left({\frac {\mbox{Nº total de palabras}}{\mbox{Nº total de oraciones}}}\right)-84,6\left({\frac {\mbox{Nº total de sílabas}}{\mbox{Nº total de palabras}}}\right)}

## Fórmula adaptada para el idioma español
José Fernández Huerta adaptó en 1959 la fórmula para el idioma español partiendo de los conceptos originales, de forma que al aplicar la fórmula a textos en español de valores de legibilidad equivalentes a los de la fórmula original. La fórmula de Fernández Huerta es:
{\displaystyle 206,84-1,02\left({\frac {\mbox{Nº total de palabras}}{\mbox{Nº total de oraciones}}}\right)-60\left({\frac {\mbox{Nº total de sílabas}}{\mbox{Nº total de palabras}}}\right)}

## Interpretación
La puntuación puede interpretarse del siguiente modo:
| Puntuación | Nivel académico (España)        | Nivel académico (México)         | Descripción                                                                         |
| ---------- | ------------------------------- | -------------------------------- | ----------------------------------------------------------------------------------- |
| 90-100     | 5º de primaria                  | 5º de primaria                   | Lectura muy fácil. Un estudiante medio de 11 años entiende el texto sin esfuerzo.   |
| 80-90      | 6º de primaria                  | 6º de primaria                   | Lectura fácil. Lenguaje conversacional.                                             |
| 70-80      | 1º de ESO                       | 1° de secundaria                 | Lectura relativamente fácil.                                                        |
| 60-70      | 2º a 3º de ESO                  | 2° a 3° de secundaria            | Lenguaje llano. Un estudiante medio de 13 a 15 años entiende el texto sin esfuerzo. |
| 50-60      | 4º de ESO a 2º de bachillerato  | 1° a 6° semestre de preparatoria | Lectura relativamente difícil.                                                      |
| 30-50      | Grado universitario             | Licenciatura                     | Lectura difícil.                                                                    |
| 10-30      | Máster universitario            | Maestría                         | Lectura muy difícil. Un universitario entiende mejor el texto.                      |
| 0-10       | Doctorado / Profesional experto | Doctorado                        | Lectura extremadamente difícil.                                                     |